# Epithymum plattense
Epithymum plattense là một loài thực vật có hoa trong họ Bìm bìm. Loài này được (A. Nelson) Nieuwl. & Lunell mô tả khoa học đầu tiên năm 1916.